# Resolució 2149 del Consell de Seguretat de les Nacions Unides
La Resolució 2149 del Consell de Seguretat de les Nacions Unides fou adoptada per unanimitat el 10 d'abril de 2014. A petició de la República Centreafricana, el Consell aprova l'establiment de la força de manteniment de la pau MINUSCA al país.

## Contingut
El Consell destaca el paper de les forces de pau MISCA de la Unió Africana i les tropes franceses a la República Centreafricana en la protecció de la població i prevenir greus violacions del dret internacional. La situació al país era un brou de cultiu per a la delinqüència internacional, el tràfic d'armes, la utilització de mercenaris i les xarxes radicals. La situació humanitària és precària i hi havia més de 760.000 refugiats, entre ells 300.000 als països veïns.
L'1 d'abril de 2014 la Unió Europea va decidir enviar l'EUFOR RCA per ajudar la MISCA per tal d'accelerar el procés polític i celebrar eleccions abans de març de 2015. Els guerrillers havien de ser desarmats i repatriats els lluitadors estrangers. Va cridar la comunitat internacional a ajudar el govern de transició de la República Centreafricana per enfortir la seva policia i el control de fronteres.
El 27 de gener 2014 a través del ministre d'Afers Exteriors, la presidenta Catherine Samba-Panza i el primer ministre André Nzapayeké van enviar una carta demanant una força de pau de l'ONU al seu país per estabilitzar i per ajudar a la població. El 17 de febrer de 2014 el president de la Unió Africana va demanar més suport internacional per la MISCA. El secretari general de les Nacions Unides en el seu informe recomana més suport per la MISCA i l'establiment d'una força de pau de l'ONU al país.
El Consell de Seguretat va decidir establir la Missió d'Estabilització Multidimensional Integrada de l'ONU a la República Centreafricana (MINUSCA) per un període inicial fins al 30 d'abril de 2015. L'oficina BINUCA, que ja estava activa al país, seria integrada en aquesta missió. El 15 de setembre 2014 MINUSCA tindria 10.000 soldats, 240 observadors militars, 200 oficials, 1.400 policies, 400 agents i 20 guàrdies penitenciaris. En aquesta data, les tasques de MISCA es transferirien a la MINUSCA. Fins llavors, el component civil de la MINUSCA va rebre les següents tasques prioritàries:
a. Protegir la població.
b. Donar suport al procés de transició, ajudar a augmentar l'autoritat de l'estat i mantenir la integritat territorial.
c. Donar suport al lliurament d'assistència humanitària.
d. Protegir el personal i l'equipament de l'ONU.
e. Atenció als drets humans.
f. Reforçar l'aplicació de la llei i la justícia i ajudar en el procés dels responsables de crims de guerra.
g. Assistir al desarmament i reintegració o repatriació de combatents.
Es va demanar al secretari general que signés un Status of Forces Agreement amb la República Centreafricana durant el mes. També van lamentar la manca de fons en les ajudes d'emergència i van demanar als Estats membres que transferissin els diners que havien compromès a les conferències de donants. Finalment, es va permetre a França mantenir les seves pròpies tropes a la República Centreafricana sempre que el mandat de MINUSCA funcionés.